# Веспрем (жупанија)
Веспрем (жупанија) (мађ. Veszprém megye) је једна од прекодунавских жупанија Мађарске, налази се у централној прекодунавској регији.
Жупанија лежи у западном делу Мађарске. Своје границе дели са мађарским жупанијама Ваш, Ђер-Мошон-Шопрон и Комаром-Естергом, Фејер, Шомођ и Зала. Источне границе жупанија дели са западним обалама језера Балатон. Површина жупаније је 4.613 km². Седиште жупаније је град Веспрем.

## Историја
Кроз историју границе жупаније су се често мењале. Пре задње промене и данашњег изгледа граница Шиофок и део Толна жупаније а такође и део Балатона, тачније западни део од градића Капталанфиред. Највећи губитак жупанија је имала током седамдесетих година двадесетог века када је Кестхењ припао жупанији Зала После 1992. године у неколико таласа су придодати неки крајеви жупаније другим жупанијама, већином северни делови и делови који су припојени жупанији Ђер-Мошон-Шопрон.

### Котари у жупанији Веспрем
У Веспрем жупанији постоји 9 котара.
Котари у Веспрем жупанији са основним статистичким подацима:
| Име котара      | Седиште       | Површина (km²) | Број становника (1. јануар 2007) | Број насеља |
| --------------- | ------------- | -------------- | -------------------------------- | ----------- |
| Ајкашки         | Ајка          | 743,43         | 57.005                           | 39          |
| Балатоналмадски | Балатоналмади | 293,39         | 27.457                           | 11          |
| Балатонфиредски | Балатонфиред  | 324,41         | 22.495                           | 21          |
| Папашки         | Папа          | 1021,18        | 62.007                           | 49          |
| Шимечки         | Шимег         | 306,40         | 15.939                           | 21          |
| Таполцајски     | Таполца       | 540,25         | 36.094                           | 33          |
| Варпалоташки    | Варпалота     | 280,71         | 37.868                           | 7           |
| Веспремшки      | Веспрем       | 643,81         | 84.140                           | 20          |
| Зиршки          | Зирц          | 339,29         | 20.701                           | 16          |

### Градови са општинском управом
Жупанија Веспрем има 1 градски округ, 14 градова, 2 велика села и 200 села.
- Веспрем Veszprém, (62.286 ), (седиште)

### Градови са статусом носиоца општине
(Ред списка је направљен по опадајућем низу броја становника датог места, попис је из 2001. године, курзивним текстом су написана оригинална имена на мађарском језику), а у заградама је број становника.
- Папа , (33.583)
- Ајка , (31.971)
- Варпалота Várpalota, (21.682)
- Таполца Tapolca, (17.914)
- Балатонфиред Balatonfüred, (13.289)
- Балатоналмади Balatonalmádi, (8.514)
- Зирц , (7.445)
- Шимег , (6.847)
- Берхида Berhida, (5.927)
- Девечер Devecser, (5.232)
- Балатонфизфе Balatonfűzfő, (4.337)
- Херенд Herend, (3.446)
- Бадачоњтомај Badacsonytomaj, (2.312)

### Села
| - Адастевел , - Адорјанхаза , - Алшоерш , - Апацаторна , - Асофе , - Абрахамхеђ , - Бадачоњтердемиц , - Бакоњбел , - Бакоњјако , - Бакоњкопањ , - Бакоњнана , - Бакоњослоп , - Бакоњпелешке , - Бакоњшаг , - Бакоњсентиштван , - Бакоњсенткираљ , - Бакоњсич , - Бакоњтамаши , - Балатонакали , - Балатончичо , - Балатонедерич , - Балатонфекајар , - Балатонхење , - Балатонкенеше , - Балатонрендеш , - Балатонсепезд , - Балатонселеш , - Балатонудвар , - Балатонвилагош , - Барнаг , - Бажи , - Банд , - Беб , - Бекаш , | - Бодорфа , - Борсерчек , - Борзавар , - Чабрандек , - Чајаг , - Чехбања , - Чеснек , - Четењ , - Чопак , - Чот , - Чегле , - Дабронц , - Даброњ , - Дака , - Доба , - Дебренре , - Дергиче , - Дудар , - Егераља , - Еђхазашкесе , - Еплењ , - Фаркашђепи , - Фелшеерш , - Гана , - Гече , - Гиц , - Гоганфа , - Ђепикајан , - Ђулакеси , - Хајмашкер , - Халимба , - Харшкут , - Хеђешд , - Хеђмагаш , | - Хећефе , - Хидегкут , - Хомокбедеге , - Хостот , - Исказ , - Јашд , - Камонд , - Каполч , - Каракосерчек , - Капталанфа , - Капталантоти , - Кеменешхеђес , - Кеменешсентпетер , - Керта , - Кеккут , - Кираљсентиштван , - Кишапати , - Кишбержењ , - Кишчес , - Кишлед , - Кишпирит , - Кишселеш , - Колонтар , - Кевешкал , - Кевагоерш , - Куп , - Килшеват , - Кигеш , - Лешенцефалу , - Лешенцеиштванд , - Лешенцетомај , - Литер , - Ловаш , | - Ловаспатона , - Локут , - Мађаргенч , - Мађарполањ , - Маломшок , - Марцелгергељ , - Марцелте , - Марко , - Међер , - Менчхељ , - Мезелак , - Михаљхаза , - Миндсенткала , - Моношторапати , - Моносли , - Нађачад , - Нађалашоњ , - Нађдем , - Нађестергар , - Нађђимот , - Нађпирит , - Нађтевел , - Нађважоњ , - Немешгержењ , - Немешгулач , - Немешхањ , - Немешсалок , - Немешвита , - Немешвамош , - Неметбања , - Нослоп , - Норап , - Њарад , - Њирад , - Оласфалу , | - Ороси , - Обудавар , - Еч , - Ервењеш , - Ешки , - Еши , - Палознак , - Папкеси , - Пападерешке , - Папаковач , - Папашаламон , - Папатесер , - Печељ , - Пензешђер , - Петфирде , - Порва , - Пула , - Пустамишке , - Рапошка , - Ревфилеп , - Ригач , - Шалфелд , - Шашка , - Шомлојене , - Шомлоселеш , - Шомловашархељ , - Шомловече , - Шољ , - Шимегпрага , - Сапар , - Сентанталфа , - Сентбекала , - Сентгал , - Сентимрефалва , | - Сентјакабфа , - Сенткираљсабадја , - Сиглегет , - Сец , - Тађон , - Такачи , - Талиандерегд , - Теш , - Тихањ , - Тотвасоњ , - Тишкевар , - Угод , - Ук , - Ужа , - Уркут , - Вањола , - Васар , - Варкесе , - Варошлед , - Васољ , - Веспремфајс , - Веспремгалша , - Вид , - Вигантпетенд , - Вилоња , - Винар , - Верешто , - Залаердед , - Залађемере , - Залахалап , - Заламеђеш , - Заласегвар , - Занка . |

 означене општине су „велика“ села.

## Галерија
- Остаци цркве, Миндсенткали
- Дворац у Нађважоњу
- Дворац у Дебренти
- Калварија у Мађарполању